# Zijad Dżarrah
Zijad Samir Dżarrah (arab. ‏زياد سمير جراح‎; ur. 11 maja 1975 w Bejrucie, zm. 11 września 2001 w Shanksville) – libański terrorysta, zamachowiec samobójca, pilot i jeden z czterech porywaczy samolotu linii United Airlines, lot nr 93, który w wyniku buntu pasażerów rozbił się w lasach nieopodal Shanksville w Pensylwanii nie docierając do celu, w czasie zamachów z 11 września 2001 roku. Porwany samolot miał prawdopodobnie rozbić się o Kapitol lub Biały Dom.
Od roku 1996 studiował w Niemczech w miejscowościach Greifswald i Hamburg.

## Rola Dżarraha w zamachu

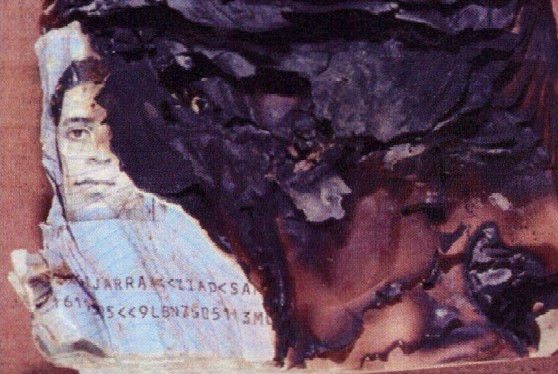
Nadpalony paszport Dżarraha, znaleziony w pobliżu wraku samolotu

Na podstawie nagrań pochodzących z czarnej skrzynki Lotu 93 ustalono, że Zijad Dżarrah prawdopodobnie od momentu przejęcia samolotu przez grupę porywaczy odpowiadał za pilotowanie maszyny do celu, którym prawdopodobnie był Kapitol. Zachowały się również taśmy kontroli naziemnej, które zarejestrowały kilka komunikatów w języku angielskim skierowanych do pasażerów lotu 93 z poleceniem zachowania spokoju i informacją, że na pokładzie porywacze mają bombę. Komunikaty te są przypisywane właśnie Dżarrahowi. Obok Dżarraha w kokpicie siedział również drugi terrorysta (przypuszczalnie Saeed al-Ghamdi). Czasem przychodził tam również trzeci porywacz (prawdopodobnie Ahmed al-Nami) z informacjami co działo się z tyłu samolotu. Rozmowy porywaczy prowadzone były w języku arabskim z charakterystycznym akcentem z Zatoki Perskiej. Zijad Dżarrah pozostał przy sterach aż do samego końca. Gdy rozpoczął się bunt, próbował utrudnić pasażerom dojście do kokpitu kładąc samolot raz na jedne skrzydło, raz na drugie, do przodu i do tyłu. W ostatnich sekundach przed katastrofą taśma w czarnej skrzynce nagrała odgłosy walki w kokpicie oraz okrzyk: „Allah jest wielki” – przypisywany Dżarrahowi. Po chwili do kokpitu wdarli się pasażerowie, a chwilę później Dżarrah rozbił samolot o ziemię niedaleko Shanksville w stanie Pensylwania około godziny 10:03. Nikt nie przeżył.